# Покрет социјалиста
Покрет социјалиста (скраћено ПС) јесте политичка странка у Србији коју тренутно води Бојан Торбица.
Оснивач покрета је био Александар Вулин који је био лидер од 2008. до 2022. када га је наследио Бојан Торбица.

## Историја
Покрет је основао 2008. године Александар Вулин, бивши члан Југословенске левице. Био је председник покрета од његовог оснивања до 2022. године. Део је владајуће коалиције са Српском напредном странком (СНС). Покрет чине бивши чланови Социјалистичке партије Србије који се нису слагали са проевропском политиком странке; међутим, од 2012. је чланица проевропске коалиције коју предводи СНС.

## Идеологија
Самопроглашена је „левичарска” политичка странка, а идентификована је као део левичарског табора у српској политици. Странка одржава социјалдемократску идеологију, али подржава и друштвени конзервативизам. Такође је описана као левичарско-националистичка странка. Њени страни погледи су оријентисани на евроскептицизам, а наводи се и као антизападна странка.
Настао је као странка Александра Вулина, који је називан националистом и износио је ставове који су одређени медији тумачили као иредентистичке. Такође је названа сателитском странком владајуће Српске напредне странке.

## Председници Покрета социјалиста
| # | Председник       | Председник | Рођење—смрт | Почетак мандата  | Завршетак мандата |
| - | ---------------- | ---------- | ----------- | ---------------- | ----------------- |
| 1 | Александар Вулин |            | 1972—       | 7. август 2008.  | 5. децембар 2022. |
| 2 | Бојан Торбица    |            | 1974—       | 5. децебар 2022. | на дужности       |

## Резултати на изборима

### Парламентарни избори
| Година | Вођа             | Гласови   | % од важећих | # мандата | Промена    | Коалиција     | Статус        |
| ------ | ---------------- | --------- | ------------ | --------- | ---------- | ------------- | ------------- |
| 2012.  | Александар Вулин | 940.659   | 24,05%       | 1 / 250   | 1          | Коалиција СНС | влада         |
| 2014.  | Александар Вулин | 1.736.920 | 48,35%       | 3 / 250   | 2          | Коалиција СНС | влада         |
| 2016.  | Александар Вулин | 1,823.147 | 48,25%       | 3 / 250   | Стагнација | Коалиција СНС | влада         |
| 2020.  | Александар Вулин | 1.953.998 | 60,65%       | 3 / 250   | Стагнација | Коалиција СНС | влада         |
| 2022.  | Александар Вулин | 1.569.411 | 42,97%       | 2 / 250   | 1          | Коалиција СНС | подршка влади |
| 2022.  | Бојан Торбица    | 1.635.101 | 44,27%       | 2 / 250   | Стагнација | Коалиција СНС | подршка влади |
| 2023.  | Бојан Торбица    | 1.783.701 | 48,07%       | 2 / 250   | Стагнација | Коалиција СНС | влада         |

### Председнички избори
| Година | Кандидат         | 1. круг — гласови | 1. круг — гласови | % од важећих | 2. круг — гласови | 2. круг — гласови | % од важећих | Напомене |
| ------ | ---------------- | ----------------- | ----------------- | ------------ | ----------------- | ----------------- | ------------ | -------- |
| 2012.  | Томислав Николић | 2.                | 979.216           | 25,05%       | 1.                | 1.552.063         | 49,54%       | подршка  |
| 2017.  | Александар Вучић | 1.                | 2.012.788         | 55,06%       | Н/Д               | —                 | —            | подршка  |
| 2022.  | Александар Вучић | 1.                | 2.149.575         | 58,59%       | Н/Д               | —                 | —            | подршка  |